# Billy Barty

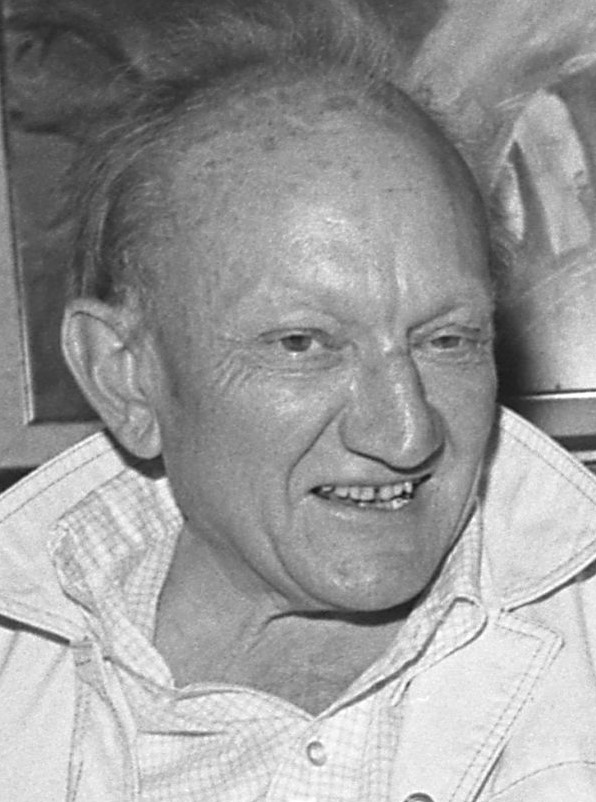
Billy Barty (1976)

Billy Barty (gebürtig: William John Bertanzetti; * 25. Oktober 1924 in Millsboro, Washington County, Pennsylvania; † 23. Dezember 2000 in Glendale, Kalifornien) war ein US-amerikanischer Film- und Theaterschauspieler.

## Leben
Billy Barty wurde als einziger Sohn und zweites von drei Kindern von Albert und Ellen Bertanzetti, Italo-Amerikanern, in Millsboro geboren, wuchs jedoch mit seinen Schwestern Evelyn und Dede in Hollywood auf. Schon als Kind wurde bei Barty eine Form des Kleinwuchses diagnostiziert – die Knorpel-Haar-Hypoplasie. Selbst als Erwachsener wurde er nie größer als 114 Zentimeter. Bereits als Einjähriger, 1925, stand Barty im Kurzfilm Half a Hero vor der Kamera, dem in den kommenden Jahren weitere folgen sollten. In der Filmreihe Mickey McGuire spielte er bis etwa 1935 in über 20 Filmen den Filmbruder von Mickey Rooney. Den frühen Erfolg seines Sohnes machte sich nun Albert Bertanzetti zunutze, der mit seiner Frau und seinen Kindern eine Vaudeville-Gruppe gründete und mit ihnen so in Städten in den USA, aber auch in Kanada auftrat.
Nachdem er das Los Angeles City College absolviert hatte, schrieb sich Barty am Los Angeles State College ein, an dem er ab 1943 Journalismus studierte. Trotz seiner geringen Körpergröße spielte er Fußball und selbst Basketball, so dass er sein Studium schließlich auf den Bereich Sportjournalismus fokussierte. Nach seinem Studienabschluss arbeitete er kurzzeitig als Sportredakteur bei der Tageszeitung L.A. Collegian.
Nach einer knapp neunjährigen Pause nahm Barty 1946 in der Filmkomödie Three Wise Fools erstmals wieder ein Filmangebot wahr. Dennoch sollte es noch bis 1950 dauern, bis Barty in Jungle Jim in Pygmy Island an der Seite von Johnny Weissmuller erneut vor der Kamera stand und ab diesem Zeitpunkt erneut an seine Erfolge als Kind und Jugendlicher anknüpfen konnte.
1957 besuchte Barty in Las Vegas ein Treffen kleinwüchsiger Menschen. Diese Erfahrung war mit ein Grund, weshalb er die Organisation Little People of America gründete, die sich für die Rechte von kleinwüchsigen Menschen im Sozial- und Wirtschaftsleben, darunter etwa gegen die Diskriminierung am Arbeitsplatz starkmachen. 1975 wurde daraus die Billy Barty Foundation.
Im Februar 1962 heiratete Barty in Malad City (Idaho) Shirley Bolingbroke. Durch seine Frau bekam er Kontakt zur Glaubensgemeinschaft der Kirche Jesu Christi der Heiligen der Letzten Tage (LDS). Er konvertierte schließlich vom Katholizismus zu den Mormonen. Die Familie Barty ist noch heute eng mit der Familie von Donny Osmond befreundet. Das Paar bekam zwei Kinder, von denen seine Tochter Lori im November 1962 ebenfalls mit Knorpel-Haar-Hypoplasie geboren wurde. Anfang der 1970er Jahre wurde Sohn Braden geboren, der den Gendefekt nicht erbte und heute eine durchschnittliche Körpergröße besitzt. Er arbeitet heute als Filmemacher hinter der Kamera.
Bartys Filmkarriere ist trotz oder gerade wegen seiner Körpergröße bemerkenswert. Neben zahlreichen Gastauftritten wie Fernsehserien, darunter Unsere kleine Farm, Drei Engel für Charlie oder Hart aber herzlich stand er auch in einigen sehr bekannten Fantasyfilmen vor der Kamera, wie etwa Masters of the Universe oder Willow. Obwohl er dreimal für die Goldene Himbeere als schlechtester Nebendarsteller nominiert wurde, erhielt er 1981 seinen Stern auf dem Hollywood Walk of Fame.
Politisch fühlte sich Barty der Republikanischen Partei nahe und zählte 1989 zu den Wahlkampfhelfern des späteren US-Präsidenten George H. W. Bush. 1990 trat mit der Hilfe von Barty der Americans with Disabilities Act in Kraft, ein Bundesgesetz der Vereinigten Staaten, das die Diskriminierung von Menschen mit Behinderungen verbietet.
Barty erhielt in den letzten Jahren seines Lebens zahlreiche Ehrungen, darunter 1995 den Ehrendoktor der California State University. 1999 wurde er in Kalifornien in die Governor’s Hall of Fame aufgenommen. 2000 wurde ihm zu Ehren der Billy Barty Humanitarian Award ins Leben gerufen, dessen erster Preisträger Billy Barty auch wurde.
Mitte Dezember 2000 bekam Barty vermehrt gesundheitliche Probleme. Nach zwei Wochen im Glendale Memorial Hospital starb Barty am 23. Dezember 2000, im Alter von 76 Jahren, an Herzversagen.

## Filmografie (Auswahl)
- 1927–1934: „Mickey McGuire“-Filmreihe
- 1930: Die Drei von der Feuerwache (Soup to Nuts)
- 1933: Alice im Wunderland (Alice in Wonderland)
- 1933: Goldgräber von 1933 (Gold Diggers of 1933)
- 1933: Parade im Rampenlicht (Footlight Parade)
- 1935: Ein Sommernachtstraum (A Midsummer Night’s Dream)
- 1935: Frankensteins Braut (Bride of Frankenstein)
- 1937: Denen ist nichts heilig (Nothing Sacred)
- 1950: Buschteufel im Dschungel (Pygmy Island)
- 1954: The Spike Jones Show (Fernsehserie, 19 Folgen)
- 1956–1957: Corky und der Zirkus (Circus Boy; Fernsehserie, 3 Folgen)
- 1957: The Undead
- 1958–1961: Peter Gunn (Fernsehserie, 8 Folgen)
- 1962: Die Wunderwelt der Gebrüder Grimm (The Wonderful World of the Brothers Grimm)
- 1965: Verschollen Im Harem (Harum Scarum)
- 1972: Die Waltons (The Waltons; Fernsehserie, 1 Folge)
- 1973: Sigmund and the Sea Monsters (Fernsehserie, 15 Folgen)
- 1975: Der Tag der Heuschrecke (The Day of the Locust)
- 1978: Eine ganz krumme Tour (Foul Play)
- 1979: CHiP's (Folge: Falschgeld)
- 1980: Alles in Handarbeit (Hardly Working)
- 1982: Hart aber herzlich (Hart to Hart; Folge: Weihnachtsüberraschung)
- 1982: Unsere kleine Farm (Ein kleiner, großer Mann)
- 1985: Legende (Legend)
- 1986: Archie und Harry – Sie können’s nicht lassen (Tough Guys)
- 1987: Masters of the Universe (Masters of the Universe)
- 1987: Rumpelstilzchen (Rumpelstiltskin)
- 1987: Schneewittchen (Snow White)
- 1988: Willow
- 1989: UHF – Sender mit beschränkter Hoffnung (UHF)
- 1991: Das Leben stinkt (Life Stinks)
- 1992: Blöd und blöder (The Naked Truth)
- 1998: Fahr zur Hölle Hollywood (An Alan Smithee Film: Burn Hollywood Burn)
- 1999: L.A. Heat (Fernsehserie, 1 Folge)
- 2001: I/O Error (Kurzfilm)